# شهرستان نرچینسکو-زاوودسکی
شهرستان نرچینسکو-زاوودسکی (به لاتین: Nerchinsko-Zavodsky District) یک شهرستان در روسیه است که در سرزمین زابایکالسکی واقع شده‌است.